# Inger Cederman
Inger Elisabet Cederman, född Malmberg 29 december 1936 i Filipstad, död där 11 november 2020, var en svensk konstnär.
Cederman var autodidakt som konstnär och medverkade i samlingsutställningar med Värmlands konstförening på Värmlands Museum.
Cederman är representerad vid Värmlands Museum, Statens konstråd, Värmlands läns landsting samt kommunala samlingar i Värmland.
Hon fick tre barn, Lars-Erik Cederman, Kerstin Claesson Callahan och konstnären Tor Cederman.